# Dionisio Alcalá Galiano

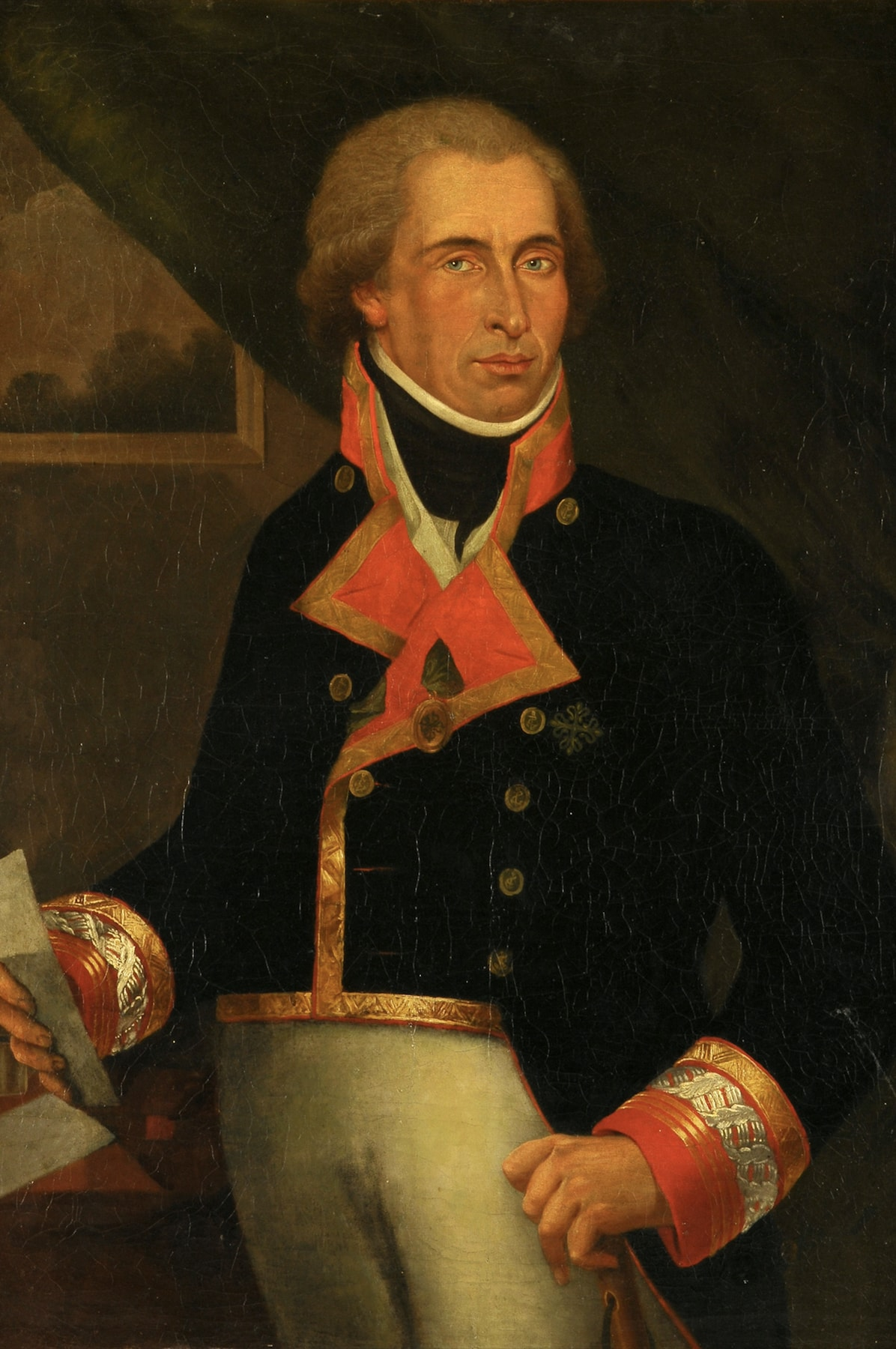
Porträt des spanischen Seefahrers Dionisio Alcalá Galiano (1760–1805), der Brigadier in der königlichen spanischen Marine wurde und am 21. Oktober 1805 in der Schlacht von Trafalgar fiel. Er trägt die kleine Uniform eines Brigadiers mit dem auf die Brust gestickten Kreuz des Ritters des Alcántaraordens der Königlichen Marine und als Generalkommandant der 'Pilotos' (comandante general de Pilotos). Dieses Porträt ist eine anonyme Arbeit der neapolitanischen Schule.

Dionisio Alcalá Galiano (geb. 1760 in Cabra; gest. 1805 vor Kap Trafalgar, Spanien) war ein spanischer Entdecker, Kartograph und Offizier der königlich-spanischen Marine.

## Leben und Werk
Galiano trat 1775 in die spanische Marineschule ein. Nach seinem Abschluss im Jahr 1779 nahm er an hydrographischen Vermessungen der spanischen und südamerikanischen Küsten und anderen wissenschaftlichen Erkundungen der spanischen Marine teil.
Mit großer Genauigkeit kartographierte er die Küsten Europas und Amerikas unter Verwendung neuer Instrumente wie dem Chronometer. Er leitete eine Expedition, die die Juan-de-Fuca-Straße (Strait of Juan de Fuca) und die Straße von Georgia (Strait of Georgia) erforschte und kartografierte. Er war der erste Europäer, der Vancouver Island umsegelte. Er erlangte den Rang eines Brigadiers und fiel in der Schlacht von Trafalgar.
Manchmal unterschrieb er mit seinem vollen Namen, manchmal einfach als Galliano, so auch in dem veröffentlichten Tagebuch seiner Reise von 1792. Unter diesem Namen wurde er am bekanntesten.

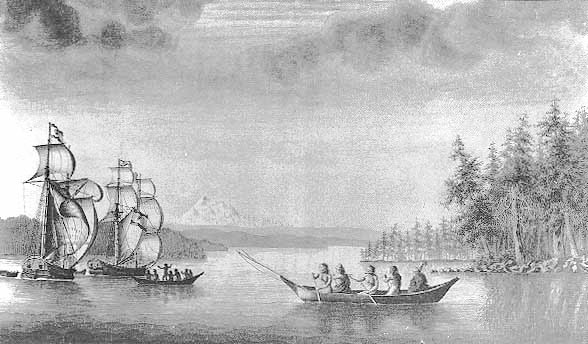
Die Schiffe Sutil und Mexicana, während der Expedition von Dionisio Alcalá Galiano im Jahr 1792 in British Columbia (Kanada) – Zeichnung von José Cardero.

Galiano Island, in der Straße von Georgia, eine Reihe lokal bedeutsamer geografischer Merkmale und das kanadische Kriegsschiff HMCS Galiano sind nach Galiano benannt.
Antonio Alcalá Galiano war sein Sohn.

## Gedenktafel

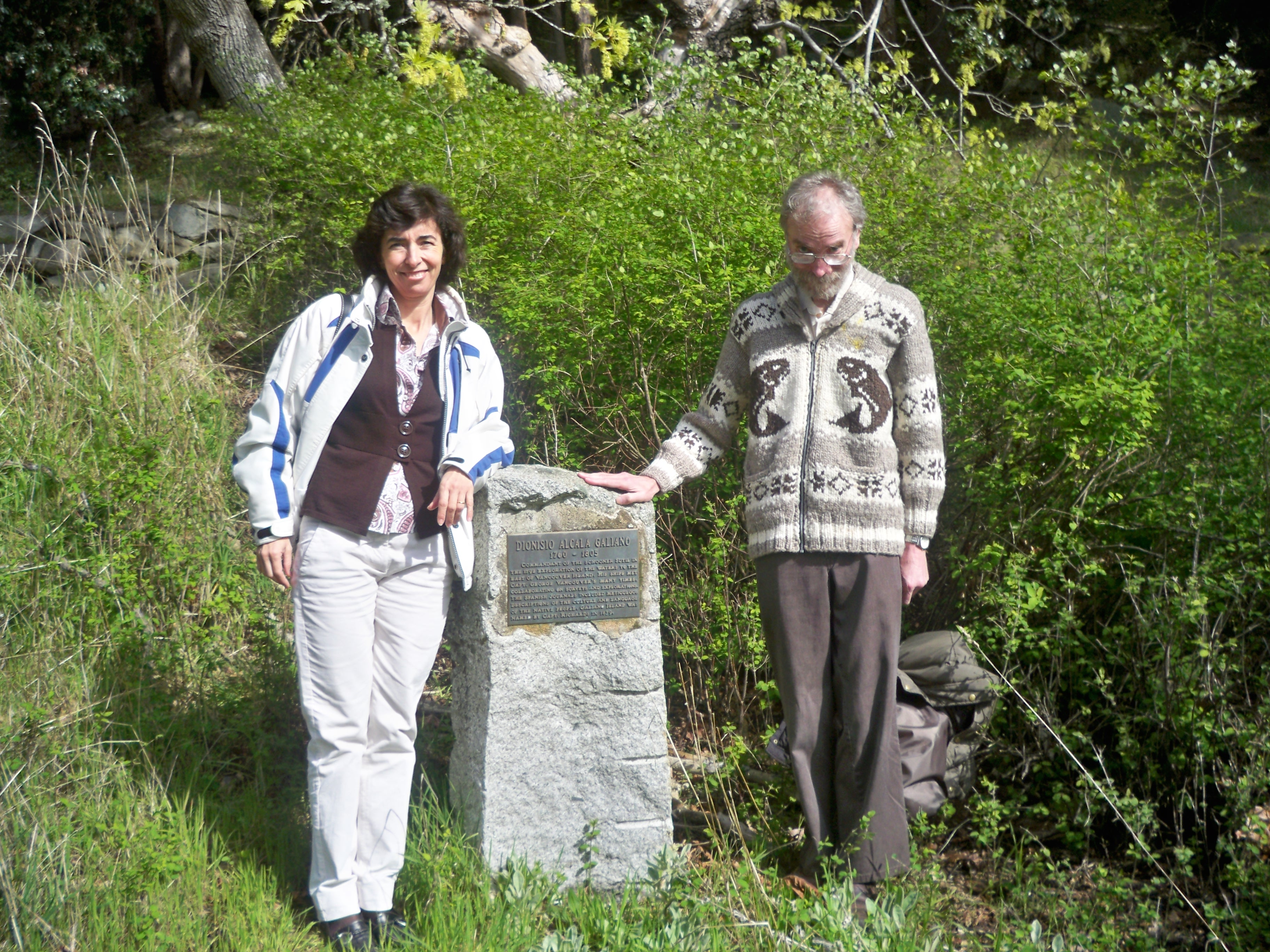
Almudena Alcalá-Galiano mit dem Lokalhistoriker Andrew Loveridge an der Stätte mit der Gedenktafel für Dionisio Alcalá Galiano

Die Gedenktafel für Dionisio Alcalá Galiano im Montague Provincial Park hat die folgende Aufschrift (mit deutscher Übersetzung):
| Dionisio Alcala Galiano 1760-1805 Commandant of the Schooner Sutil in the 1792 exploration of the waters to the east of Vancouver Island. His ships met Capt. George Vancouver's many times, collaborating on surveys and explorations. The Spanish journals included metiquous descriptions of the culture and language of the native people. Galiano Island was named by Capt. Richards in 1859. | Dionisio Alcala Galiano 1760-1805 Kommandant des Schoners Sutil bei der Erkundung der Gewässer östlich von Vancouver Island im Jahr 1792. Seine Schiffe trafen mehrmals auf die von Kapitän George Vancouver und arbeiteten bei Vermessungen und Erkundungen zusammen. Die spanischen Tagebücher enthielten ausführliche Beschreibungen der Kultur und Sprache der Ureinwohner. Galiano Island wurde 1859 von Captain Richards benannt. |

## Schriften
- Dionisio Alcalá Galiano: Memoria sobre las observaciones de latitud y longitud en el mar [Bericht über Beobachtungen von Breiten- und Längengraden auf See]. [Madrid], Witwe von Joaquin Ibarra[4], 1796. 2. A.